# (34351) Decatur
(34351) Decatur est un astéroïde de la ceinture principale.

## Description
(34351) Decatur est un astéroïde de la ceinture principale. Il fut découvert le 3 septembre 2000 à Emerald Lane par Loren C. Ball. Il présente une orbite caractérisée par un demi-grand axe de 2,95 UA, une excentricité de 0,07 et une inclinaison de 1,3° par rapport à l'écliptique.

## Compléments